# Peter von Entringen

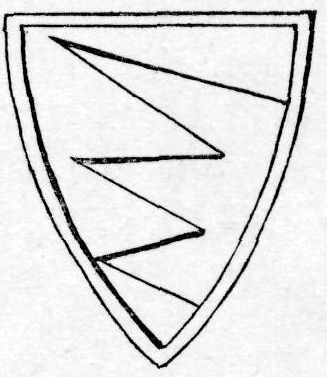
Wappen des Peter von Entringen

Peter von Entringen war ein Ritter aus dem Hause derer von Entringen.

## Leben und Wirken
Peter von Entringen und lhutwin von Entringen bezeugten zusammen mit Kraft von Hailfingen eine Urkunde, die von Pfalzgraf Rudolf II. von Tübingen besiegelt wurde. Im Jahre 1259 führte Peter von Entringen den Rittertitel, als er zusammen mit Konrad von Entringen eine Urkunde der Münecker Adligen bezeugte.
Am 19. Januar 1296 bezeugte er zusammen mit Graf Gottfried von Tübingen, dass Johann von Dischingen auf seine Ansprüche auf eine von seinem Vater Heinrich an das Kloster Marchthal verkaufte Wiese zu Ammern verzichtete.
Am 27. Mai 1298 verkaufte Peter von Entringen für 120 lb. hlr. seinen Teil der Burg Entringen an Anselm von Hailfingen. Er führte in seinem Siegel den Hailfinger Schild. In einer Urkunde vom Jahr 1297 steht, dass er mit Gertrud von Bernhausen verheiratet war und eine Tochter namens Mechthild hatte. Ob er auch männliche Nachkommen hatte, ist nicht überliefert.